# Wally Warning

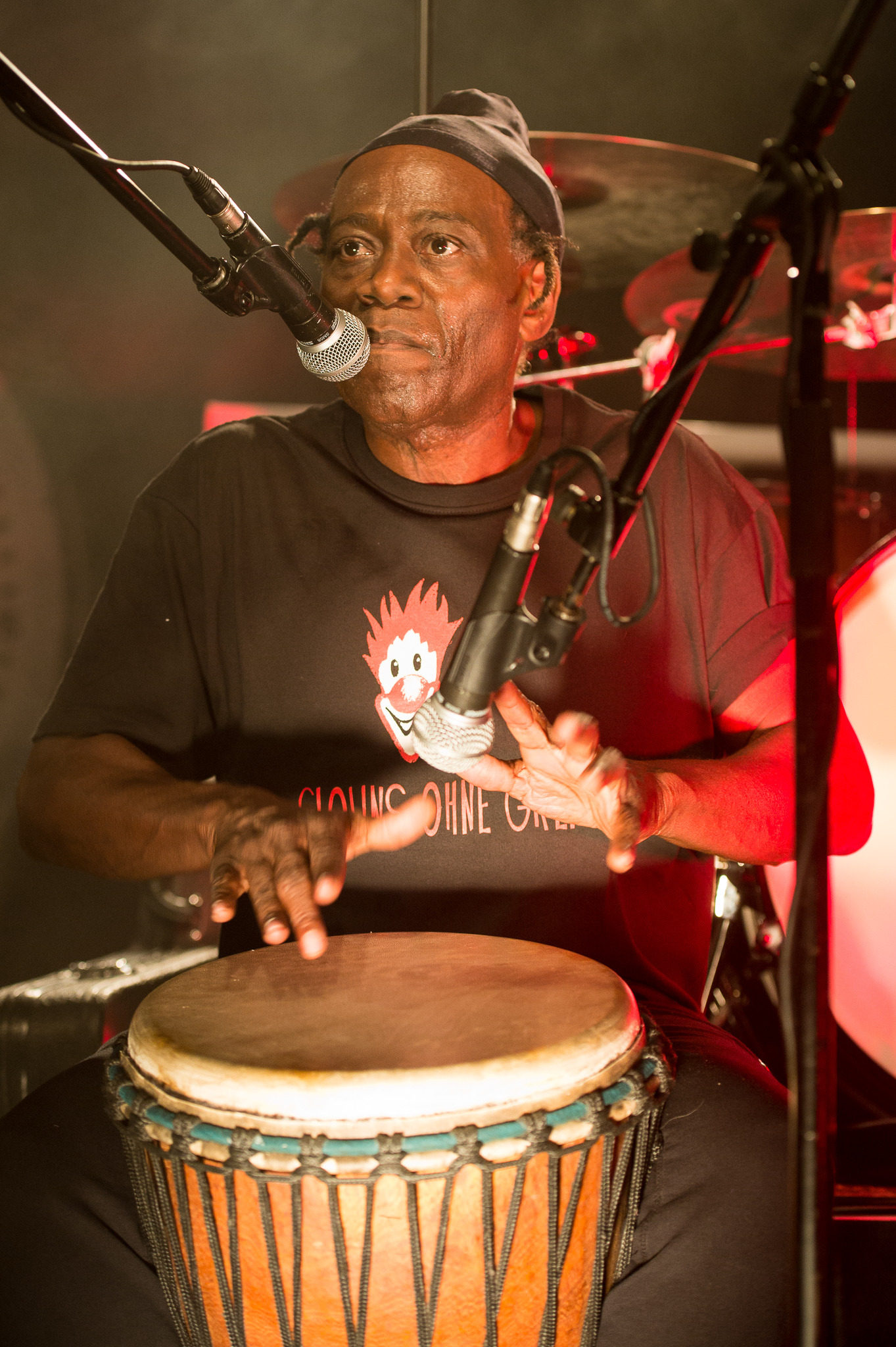
Wally Warning - 2016

Ewald „Wally“ Warning (* in Oranjestad (Aruba), Niederländische Antillen) ist ein Roots-Reggae-, Ragga-, Latin-Musiker aus München. Er ist der Sohn surinamischer Eltern.

## Leben
Als junger Musiker spielte Wally Warning in den Bands von Sam & Dave und Lightnin’ Hopkins, bevor er im Alter von 17 Jahren nach Europa kam. Ende der 1970er ließ er sich in München nieder und wurde Bassist der Fusion-Jazz-Band Snowball, mit der er auch ein Album aufnahm. Nachdem sich die Band 1981 aufgelöst hatte, bildete er mit Gitarrist Wesley Plass und Schlagzeuger Eberhard Wilhelm seine eigene Funkrockband mit dem Namen Tax, mit der er ebenfalls ein Album herausbrachte.
Nach zwei Jahren endete diese Bandepisode und Warning veröffentlichte 1983 sein erstes Soloalbum mit dem Titel Promises. Danach konzentrierte er sich fast zehn Jahre lang aufs Songwriting und schrieb unter anderem auch Discosongs. 1994 stellte er wieder ein eigenes Album mit dem Titel Love Can Save Us fertig. Seitdem veröffentlichte er weiter regelmäßig Alben und ist als Musiker unterwegs und häufig auf Festivals zu sehen.
2007 hatte er mit dem Titel No Monkey einen sommerlichen Radiohit. Ende Juli 2007 war das Lied in den deutschen und Schweizer Singlecharts. Er nahm an der Sendereihe Aufgspuit von Werner Schmidbauer teil.

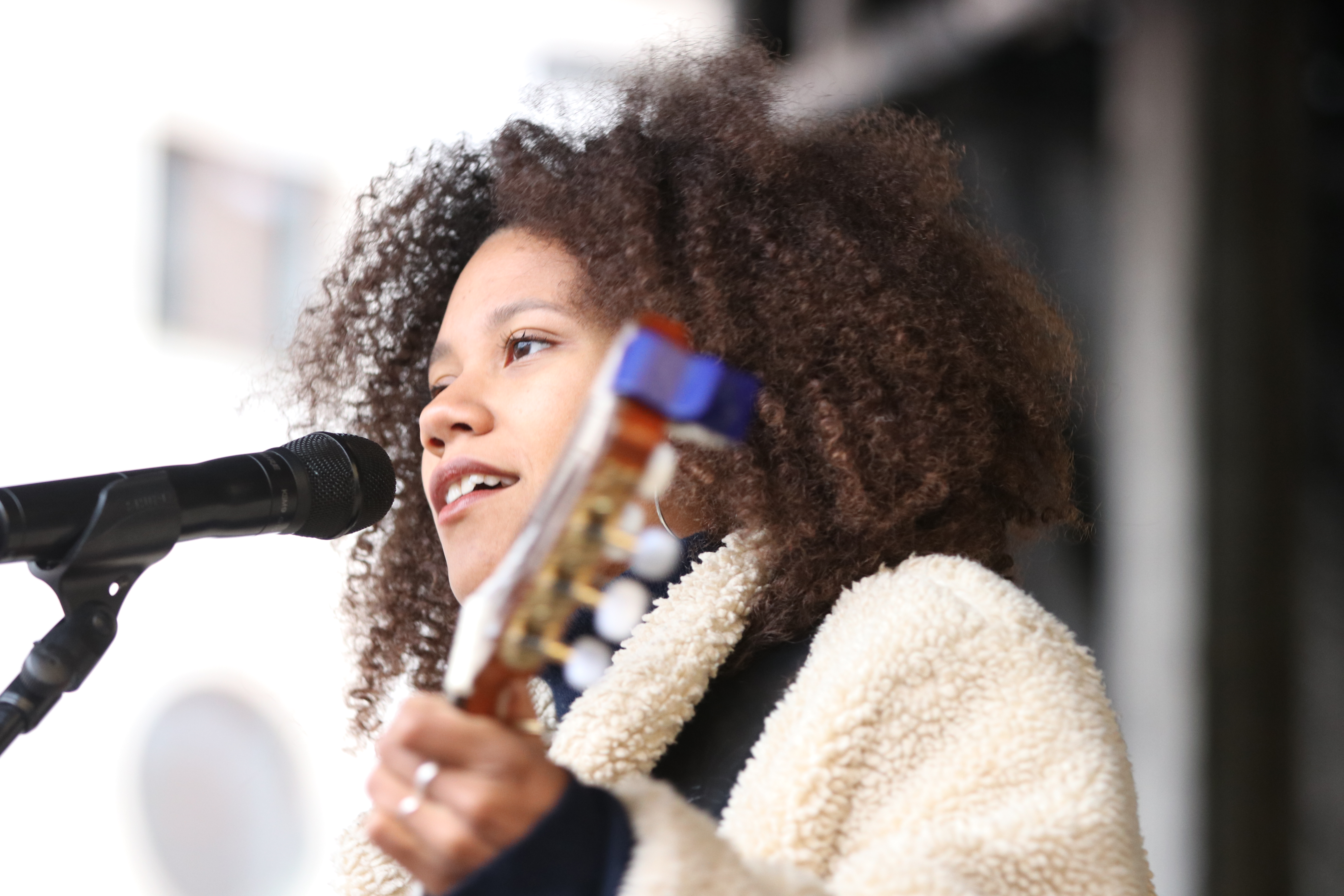
Ami Warning, 2018

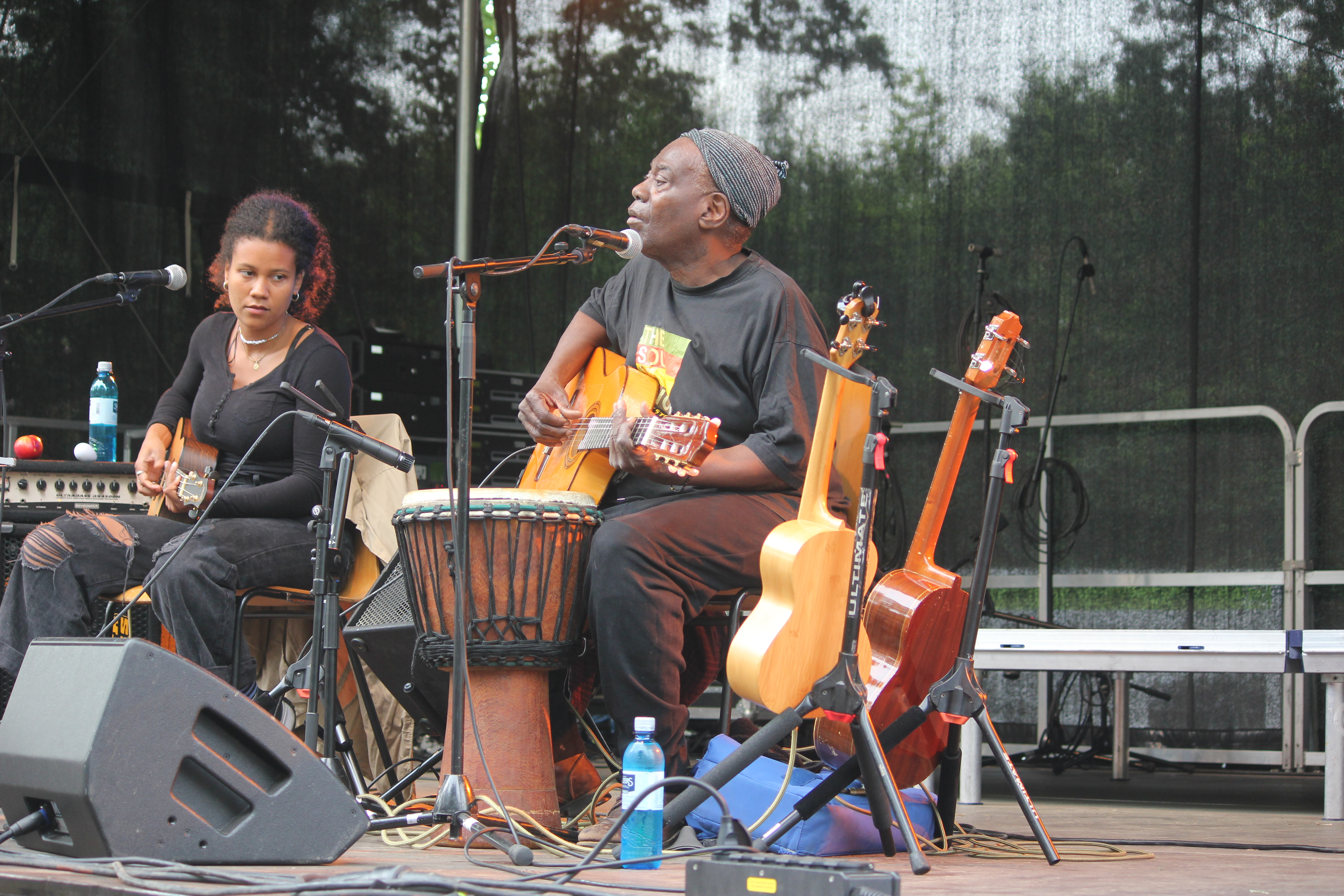
Ami und Wally Warning, Open Ohr Festival 5. Juni 2022

Gemeinsam mit seiner Tochter Ami Warning, die auch in seiner Band den Bass spielte, tritt er als Duo „Wally und Ami“ auf. Ami Warning ist zudem als Solomusikerin aktiv.

## Diskografie

### Singles
- 1972: Live to love (mit Wally & The First Move)
- 1983: Promises
- 1984: Satisfied with your love
- 1984: Land of Hunger
- 1992: Why
- 1993: All my loving
- 1994: Storybook Children
- 2002: Cosa Linda
- 2003: Cosa Linda
- 2006: Un Amor
- 2007: No Monkey
- 2008: Hand in Hand
- 2008: Un Amor
- 2009: Take Life
- 2010: Lo Que Busco
- 2011: One drop reggae
- 2012: Memories
- 2013: You
- 2014: The World needs love (Soundtrackbeitrag Bavaria Vista Club)
- 2015: Success
- 2015: Hand in Hand (mit Ami Warning)
- 2016: Rainbow People
- 2016: Abrázame (Neuaufnahme mit Ami Warning)
- 2018: Live to love (mit Ami Warning)
- 2019: Do it
- 2019: Mega
- 2020: Jesus by my side
- 2021: Dreamer

### Alben
- 1980: Follow the White Line (mit Snowball)
- 1981: Tax (mit Tax)
- 1983: Promises
- 1994: Love Can Save Us
- 1996: Reggae Vibe
- 1997: Storm
- 1999: Hope - The Gospel Album
- 1999: Spiritual Soul
- 2002: Who Am I?
- 2005: Slow Down
- 2007: No Monkey!
- 2009: Aya - Chillout Worldmusic Vol. 1
- 2009: Take Life
- 2010: Closer/Mas Serca
- 2013: Mama Nature
- 2013: One love
- 2013: Dushi Ritmo
- 2015: Groovemaker
- 2017: Footsteps
- 2020: Danki (nur digital)
- 2021: Jesus by my side (nur digital)
- 2023: The Lost Remixes (nur digital)